# Nara (miasto w Japonii)
Nara (jap. 奈良市 Nara-shi) – stolica prefektury Nara w regionie Kinki (Kansai) na wyspie Honsiu (Honshū), ok. 20 km na południe od Kioto. 

## Historia
Miasto to, pod nazwą Heijō-kyō (平城京), było pierwszą stałą stolicą Japonii i siedzibą dworu cesarskiego w latach 710–740 oraz 745–784. Po przeniesieniu stolicy do Heian-kyō (平安京, ob. Kioto) miasto stało się ważnym ośrodkiem klasztornym. Utraciło natomiast znaczenie polityczne.
W tym starożytnym mieście są trzy grupy zabytków światowego dziedzictwa, z których część jest wpisana na Listę światowego dziedzictwa UNESCO: (1) historycznych starożytnej stolicy Nara (zob. zespół zabytkowy miasta Nara), (2) buddyjskich w rejonie świątyni Hōryū-ji, (3) miejsc świętych i szlaków pielgrzymkowych w paśmie górskim Kii.

## Położenie
Miasto leży w regionie Kansai, w północnej części prefektury Nara i graniczy na północy z prefekturą Kioto oraz z miastami:

- Yamato-Kōriyama
- Tenri
- Ikoma
- Sakurai
- Iga
- Uda

## Klimat
Klimat prefektury Nara jest ogólnie umiarkowany, chociaż istnieją wyraźne różnice między północno-zachodnim obszarem basenu a resztą prefektury, która jest bardziej górzysta.
Klimat obszaru dorzecza ma charakter wewnętrzny, co odzwierciedla zmienność w wyższych temperaturach dziennych oraz różnica między temperaturami letnimi i zimowymi. Zimowe temperatury wynoszą średnio około 3 do 5 °C, a od 25 do 28 °C w lecie, a najwyższe odczyty sięgają blisko to 35 °C. Od 1990 roku nie odnotowano ani jednego roku z ponad 10 dniami opadów śniegu zarejestrowanych przez lokalne obserwatorium meteorologiczne Nara.
Klimat w pozostałej części prefektury jest wyższy, zwłaszcza na południu, z -5 °C, który jest ekstremalnym minimum zimą. Obfite opady deszczu obserwuje się często latem. Roczna suma opadów wynosi aż 3000 do 5000 mm.
Temperatury wiosny i jesieni są umiarkowane. Górzysty region Yoshino słynie z kwitnącej wiosną sakury (ponad 30 tys. drzew), a jesienią z kolorów liści.
| Miesiąc                              | Sty   | Lut   | Mar   | Kwi   | Maj   | Cze   | Lip   | Sie   | Wrz   | Paź   | Lis   | Gru   | Roczna |
| ------------------------------------ | ----- | ----- | ----- | ----- | ----- | ----- | ----- | ----- | ----- | ----- | ----- | ----- | ------ |
| Rekordy maksymalnej temperatury [°C] | 18.9  | 23.9  | 25.9  | 30.5  | 32.7  | 36.5  | 38.1  | 39.3  | 36.9  | 32.0  | 26.8  | 21.7  | 39,3   |
| Średnie temperatury w dzień [°C]     | 8.7   | 9.6   | 13.4  | 19.8  | 24.1  | 27.2  | 30.8  | 32.6  | 28.2  | 22.2  | 16.5  | 11.4  | 20,4   |
| Średnie dobowe temperatury [°C]      | 3.9   | 4.4   | 7.6   | 13.4  | 18.0  | 21.9  | 25.8  | 26.9  | 22.9  | 16.6  | 11.1  | 6.2   | 14,9   |
| Średnie temperatury w nocy [°C]      | -0.2  | -0.1  | 2.3   | 7.4   | 12.5  | 17.5  | 21.8  | 22.6  | 18.8  | 12.1  | 6.4   | 1.9   | 10,3   |
| Rekordy minimalnej temperatury [°C]  | -7.0  | -7.8  | -5.0  | -2.4  | 1.4   | 7.3   | 12.2  | 12.8  | 7.7   | 2.3   | -2.6  | -6.6  | −7,8   |
| Opady [mm]                           | 49.6  | 63.3  | 103.2 | 97.7  | 143.5 | 188.8 | 165.1 | 111.8 | 163.3 | 111.1 | 71.4  | 47.3  | 1316,1 |
| Opady śniegu [cm]                    | 2     | 4     | 1     | 0     | 0     | 0     | 0     | 0     | 0     | 0     | 0     | 1     | 8      |
| Średnia liczba dni śnieżnych         | 1.4   | 1.9   | 0.8   | 0.0   | 0.0   | 0.0   | 0.0   | 0.0   | 0.0   | 0.0   | 0.0   | 0.7   | 22,5   |
| Średnia liczba dni z opadami         | 7.9   | 7.9   | 12.3  | 10.6  | 11.3  | 12.9  | 11.8  | 8.6   | 11.5  | 9.8   | 8.3   | 7.7   | 120,8  |
| Wilgotność [%]                       | 69    | 69    | 68    | 68    | 65    | 69    | 75    | 77    | 74    | 77    | 77    | 76    | 72     |
| Średnie usłonecznienie [h]           | 116.7 | 115.5 | 147.4 | 180.3 | 184.8 | 143.5 | 162.7 | 205.4 | 150.3 | 154.5 | 134.5 | 127.3 | 1822,9 |
| Źródło: 22 maja 2018                 |       |       |       |       |       |       |       |       |       |       |       |       |        |
| Źródło #2: 12 sierpnia 2018          |       |       |       |       |       |       |       |       |       |       |       |       |        |

## Gospodarka
W mieście rozwinął się przemysł maszynowy, elektrotechniczny, spożywczy, dziewiarski oraz drzewny.

## Wybrane atrakcje turystyczne
- Świątynie buddyjskie
  - Hōryū-ji – założona w 607 roku przez księcia Shōtoku (574–622), któremu przypisuje się wczesną promocję buddyzmu w Japonii. Najstarsze na świecie budowle drewniane[7]
  - Tōdai-ji – najlepiej znana i najbardziej prestiżowa z siedmiu wielkich świątyń Nary, największa budowla drewniana na świecie. Wewnątrz znajduje się posąg Buddy o wysokości 15 m[8]
  - Kōfuku-ji – ustanowiona jako świątynia rodu Fujiwara w 710 roku, zawiera kolekcję buddyjskich rzeźb wykonanych przez takich mistrzów, jak Unkei (1151–1223)[9]
  - Gangō-ji – usytuowana w dzielnicy Nara-machi, jedna z najstarszych świątyń w Japonii i jedna z siedmiu wielkich świątyń okresu Heian w Nara: Daian-ji, Gangō-ji, Hōryū-ji, Kōfuku-ji, Saidai-ji, Tōdai-ji i Yakushi-ji[10]
  - Yakushi-ji – jedna z najstarszych świątyń w Japonii, zbudowana przez cesarza Tenmu pod koniec VII wieku w intencji uzdrowienia jego chorej żony[11]
  - Tōshōdai-ji – założona w 759 roku przez Ganjina (Jianzhena, 688–763), chińskiego kapłana, który został zaproszony przez cesarza do Japonii w celu szkolenia kapłanów i doskonalenia japońskiego buddyzmu[12]
- Chramy shintō
  - Kasuga-taisha – Wielki Chram Kasuga, powstał w tym samym czasie co stolica i jest poświęcony bóstwu odpowiedzialnemu za ochronę miasta. Był także chramem opiekuńczym rodu Fujiwara, najpotężniejszego klanu w okresach Nara i Heian. Słynie z setek latarni z brązu i kamienia, które zostały podarowane przez wiernych. Latarnie są zapalane dwa razy w roku, podczas festiwali w lutym i sierpniu[13].
- Pałac cesarski
  - Heijō-kyū Daigoku-den – odbudowana część pałacu cesarskiego. Jest to budynek z „wcześniejszą” salą audiencyjną zrekonstruowany za ok. 200 mln USD. Był to największy pawilon dawnego kompleksu pałacowego, który służył jako miejsce ważnych uroczystości i spotkań. Na środku sali stoi tron (taka-mikura). Fundamenty „późniejszej” sali audiencyjnej, która w drugiej połowie okresu Nara zastąpiła „wcześniejszą”, znajdują się niedaleko na wschód od „wcześniejszej”[14][15].
- Inne
  - Nara-machi – rejon wąskich uliczek w centrum miasta, pamiętających okres Edo. W dawnych domach kupców są dziś kawiarnie, sklepy z pamiątkami i dziełami sztuki oraz małe muzea[16]
  - Nara Kōen (park Nara) – utworzony w 1880 roku zajmuje rozległy obszar 660 ha i słynie z wolno spacerujących setek jeleni i światowej klasy sławnych świątyń[17]
  - Sarusawa-ike (staw Sarusawa) – duży, sztuczny staw w centrum Nary, utworzony w 749 roku jako część terenu należącego do świątyni Kōfuku-ji. Legenda głosi, że w okresie Nara służka dworska utopiła się w tym stawie po tym, jak utraciła łaski po romansie z cesarzem. Chram Uneme[a], podległy Kasuga-taisha, rzekomo został zbudowany po to, aby modlić się za jej duszę[18][19]
  - Wakakusa-yama (wzgórze Wakakusa) – porośnięte trawą i drzewami wiśni (sakura) wzgórze o wys. 350 m, położone pomiędzy świątynią Tōdai-ji a chramem Kasuga, z widokiem na miasto. Co roku w czwartą sobotę stycznia trawa na zboczach jest palona podczas wydarzenia o nazwie Wakakusa Yamayaki. Jego geneza jest niejasna: jedna z teorii twierdzi, że było to wynikiem sporu o granice, inna natomiast, że pożary były wzniecane do odpędzania dzików[20]
  - Isui-en (ogród Isui) – przykład tradycyjnego ogrodu, stworzonego według klasycznej, chińskiej koncepcji „pożyczonej scenerii” (wkomponowanie naturalnej scenerii tła krajobrazu w kompozycję ogrodu) w pobliżu Tōdai-ji. Jest podzielony na dwie części: przednią, która powstała w połowie XVII wieku i tylną zbudowaną w 1899 roku przez bogatego kupca[21]
  - Nara Kokuritsu Hakubutsukan (Nara National Museum) – prezentuje przede wszystkim japońską sztukę buddyjską, główny budynek jest klasycznym dziełem architektury z okresu Meiji (1868–1912)[2]

## Jelenie
Na terenach parkowych wokół świątyń spacerują swobodnie jelenie wschodnie (sika), wymuszając jedzenie od ludzi. Ich smakołyk, rodzaj ryżowych krakersów (senbei), można zakupić na okolicznych straganach. Według legendy chramu Kasuga, bóg Takemikazuchi przybył do Nary na białym jeleniu, aby czuwać nad nowo wybudowaną stolicą Heijō-kyō. Z tego powodu jelenie uważane są za zwierzęta niebiańskie, chroniące miasto i kraj.

## Galeria

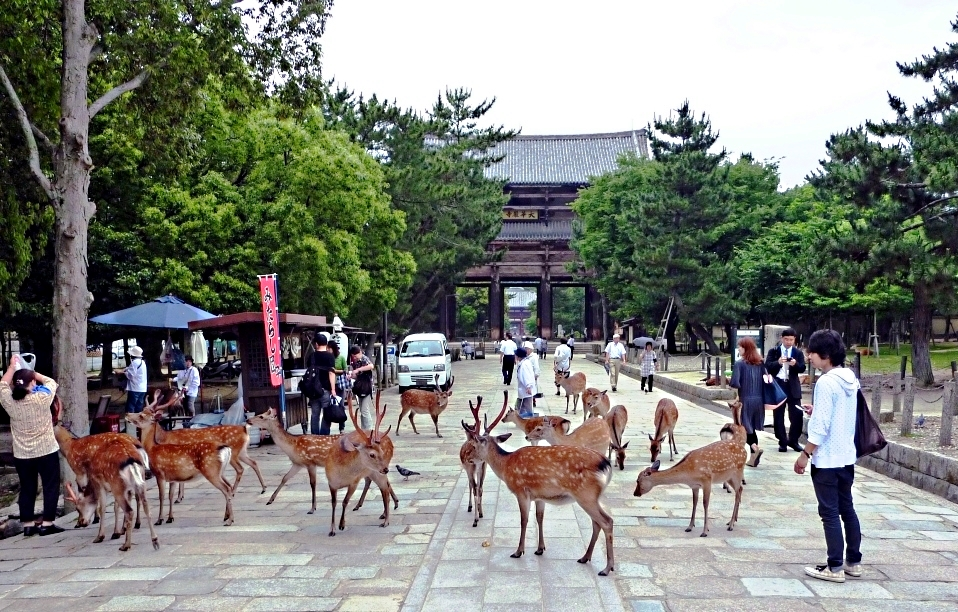
Sika (jeleń wschodni, nihon-jika, Cervus nippon)
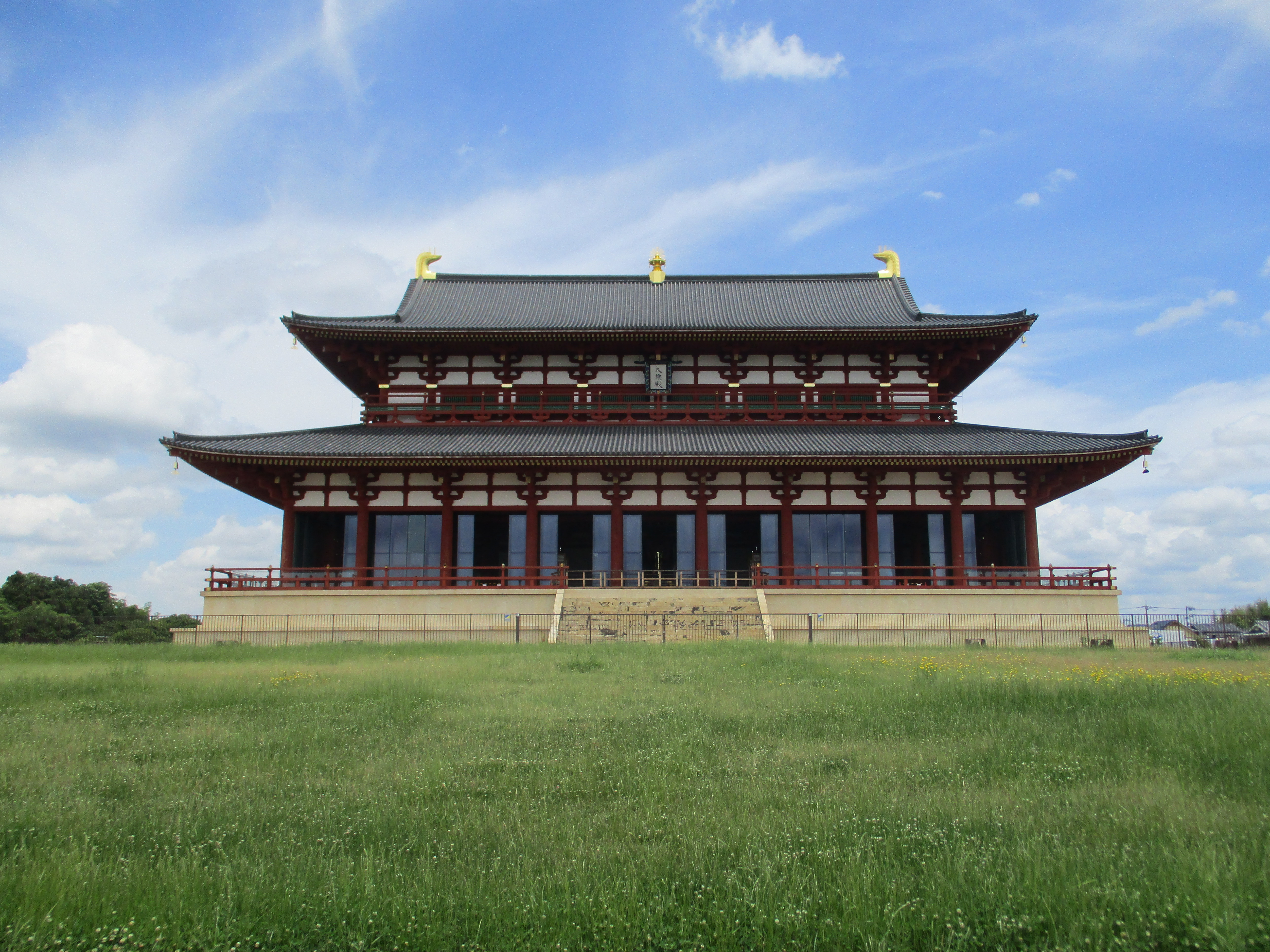
Odbudowana część pałacu cesarskiego Heijō-kyū Daigoku-den
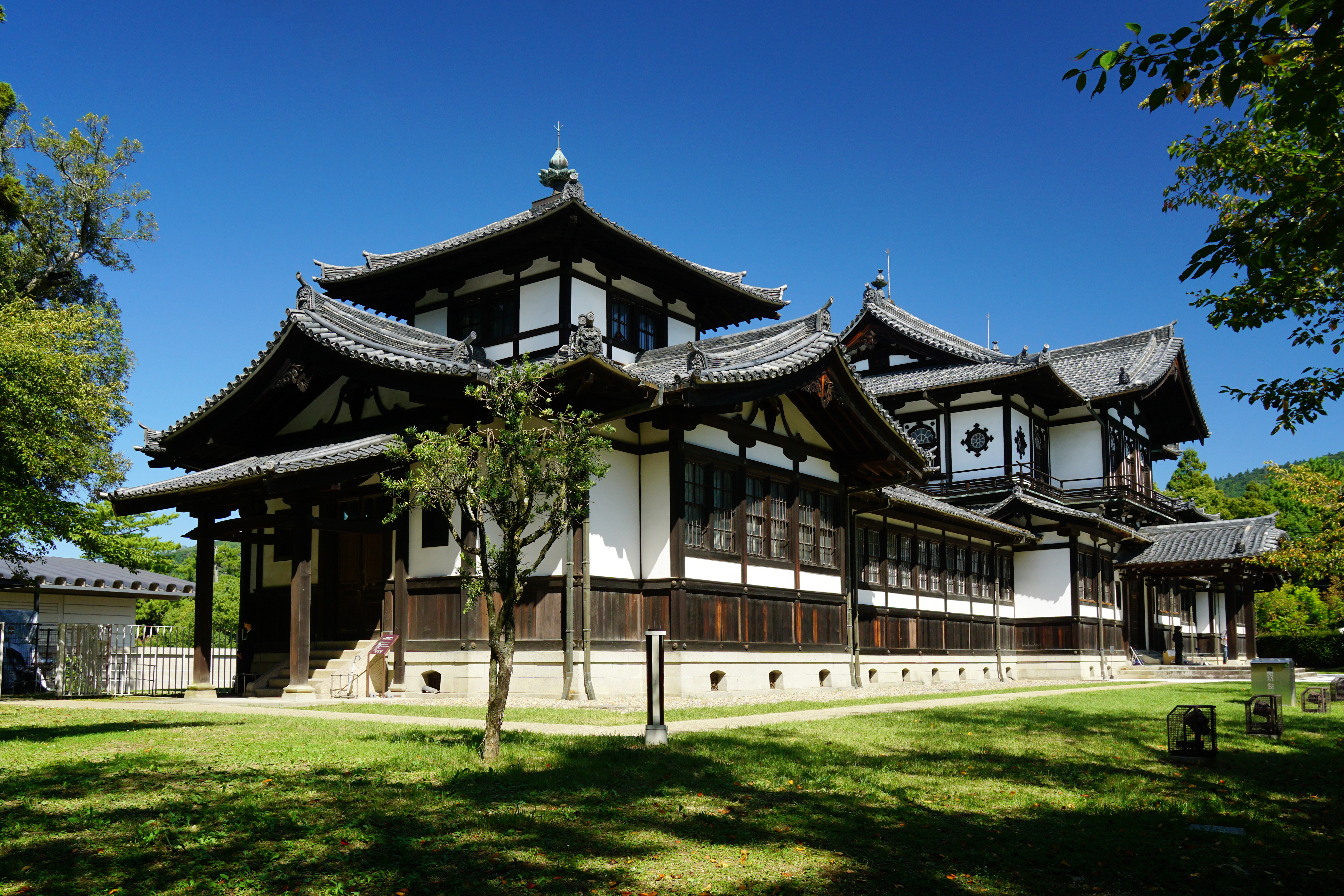
Research Center for Buddhist Art Materials of Nara National Museum
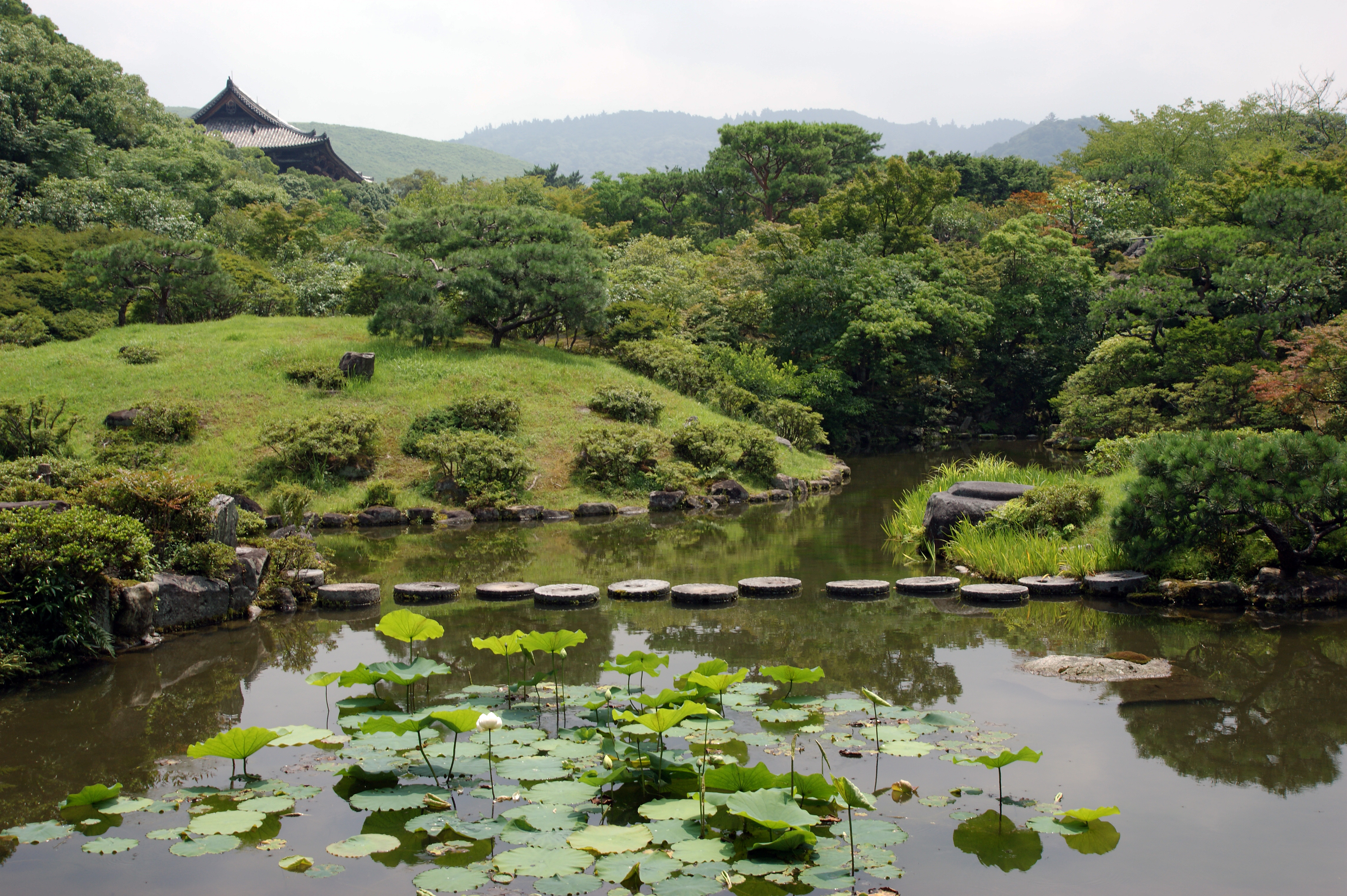
Ogród Isui
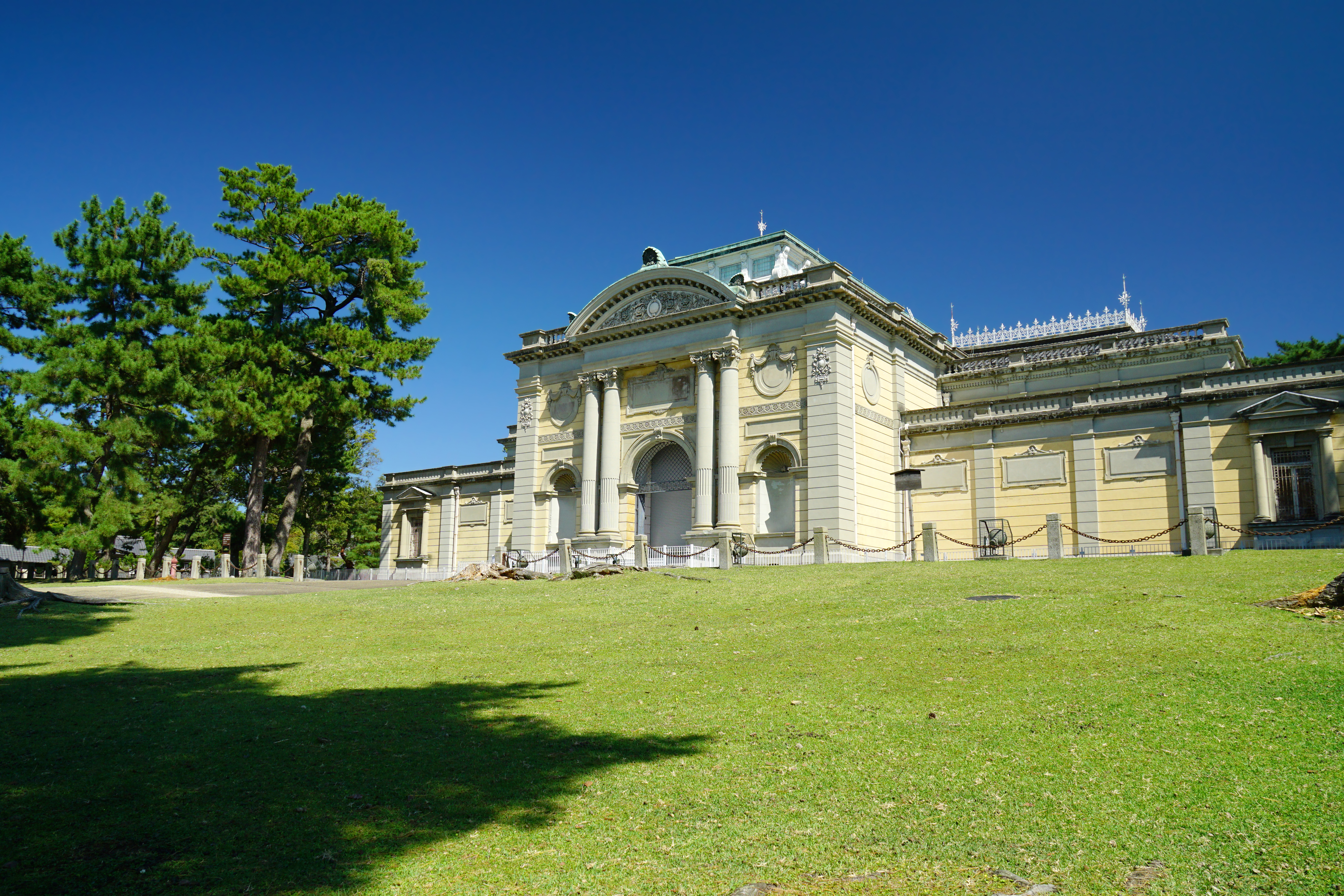
Nara National Museum
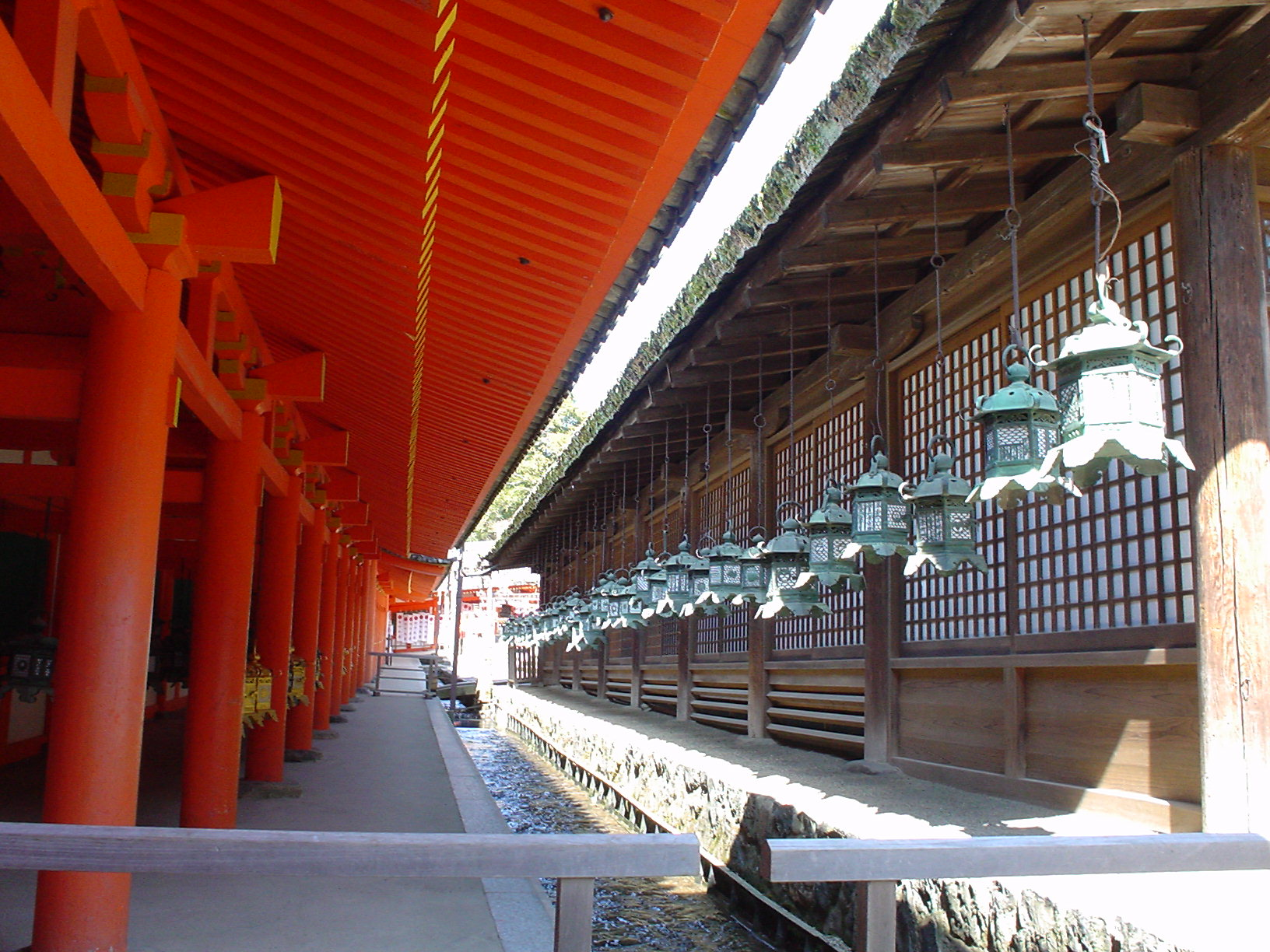
Latarnie w chramie Kasuga